# Якобини, Доменико
Доменико Мария Якобини (итал. Domenico Maria Jacobini; 3 сентября 1837, Рим, Папская область — 1 февраля 1900, Рим, королевство Италия) — итальянский куриальный кардинал. Титулярный архиепископ Тира с 4 августа 1881 по 22 июня 1896. Секретарь Священной Конгрегации Пропаганды Веры с 30 или 31 марта 1882 по 16 июня 1891. Апостольский нунций в Португалии с 16 июня 1891 по 22 июня 1896. Камерленго Священной Коллегии Кардиналов с 19 апреля 1897 по 24 марта 1898. Генеральный викарий Рима с 14 декабря 1899 по 1 февраля 1900. Кардинал-священник с 22 июня 1896, с титулом церкви Санти-Марчеллино-э-Пьетро с 3 декабря 1896.